# Falla girare (film)
Falla girare è un film commedia italiano del 2022 diretto e interpretato da Giampaolo Morelli.

## Trama
Nel mondo è successo un fatto triste: uno strano virus invece di attaccare gli esseri umani si è abbattuto sulle piante di canapa. La marijuana è così estinta, e con lei sembra esser venuta meno anche la spensieratezza delle persone. Le statistiche parlano chiaro, i suicidi sono decisamente aumentati, come nota un giornalista mandato a intervistare Natan, influencer di 40 anni decisamente vanitoso. Ed ecco che nascosta nel giardino di quest'ultimo spunta fuori una pianta di marijuana, ultimo esemplare maschio del pianeta. Un'idea s'affaccia repentina alla mente dell'influencer, che mette su un'improvvisata banda sgangherata: occorre trovare un esemplare di pianta femmina, così da diventare gli unici produttori al mondo di "Ganja", nonché salvatori della felicità delle umane genti.

## Distribuzione
Il film è stato distribuito il 25 novembre 2022 sulla piattaforma Prime Video.

## Sequel
Il film ha anche un seguito, Falla girare 2 - Offline (2024) sempre con la regia di Giampaolo Morelli e lo stesso cast del primo film.